# Aesculus
- Commons
- Wikispecies

Aesculus L. é um género botânico pertencente à família Hippocastanaceae.

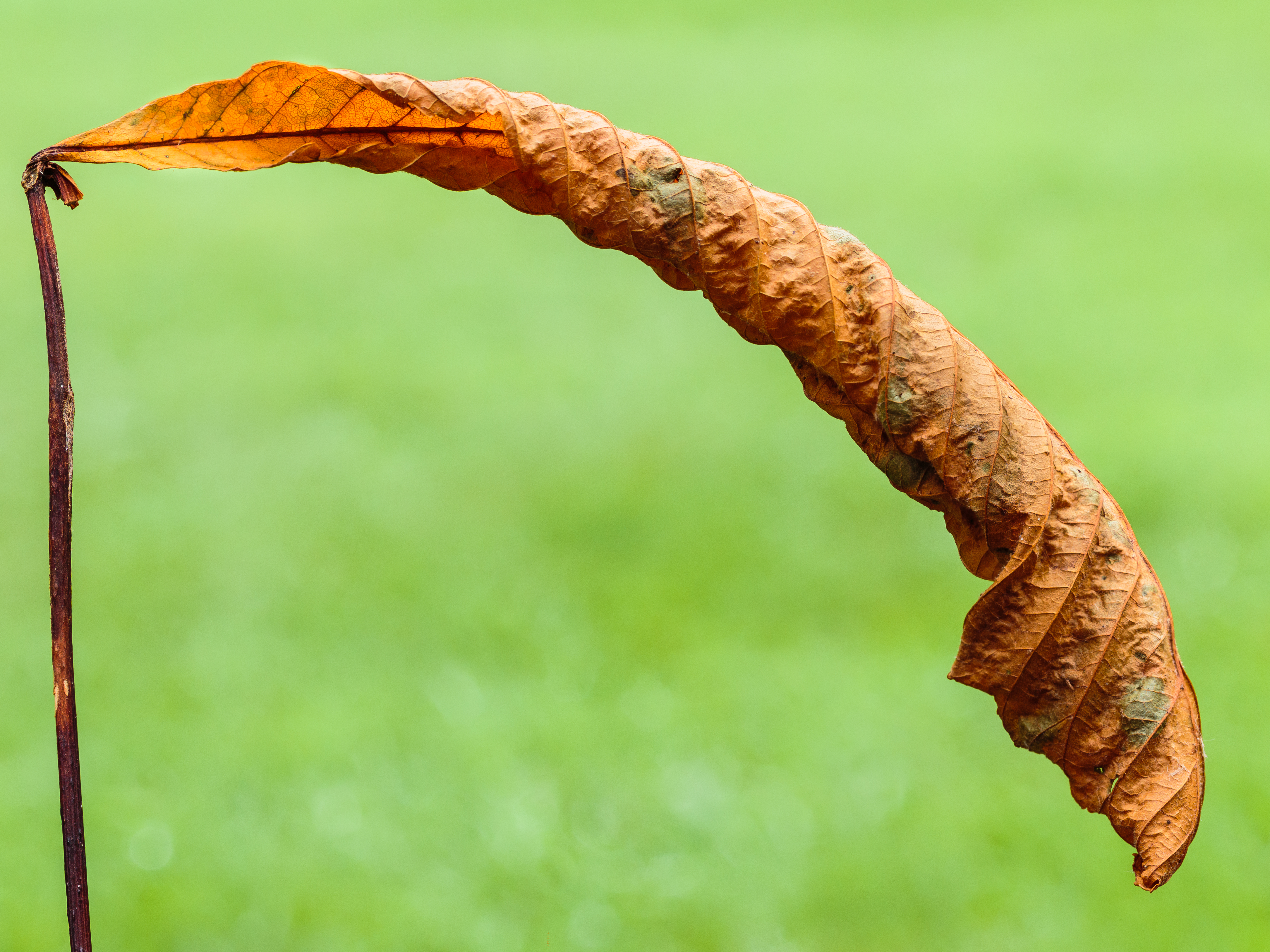
Uma folha murcha de um Aesculus.

## Sinonímia
- Calothyrsus Spach
- Hippocastanum Mill.
- Pavia Mill.

## Espécies
| - Aesculus californica - Aesculus carnea - Aesculus flava - Aesculus glabra - Aesculus hippocastanum | - Aesculus octandra - Aesculus parviflora - Aesculus pavia - Aesculus sylvatica - Aesculus wilsonii |

- Lista completa

## Classificação do gênero
| Sistema | Classificação                      | Referência               |
| ------- | ---------------------------------- | ------------------------ |
| Linné   | Classe Heptandria, ordem Monogynia | Species plantarum (1753) |